# Оллі Гійденсало
Оллі Гійденсало (2 лютого 1991 , Nummi-Pusulad, Нюландська губернія ) — фінський біатлоніст. Член збірної Фінляндії від 2013 року. Учасник Олімпійських ігор і чемпіонатів світу.
Гійденсало взяв участь у трьох чемпіонатах світу серед юніорів. Найкращий результат — 4-те місце в естафеті 2010 року на першості світу в Торсбю.
У Кубку світу біатлоніст дебютував у сезоні 2013-2014 у шведському Естерсунді. У перших же своїх перегонах Гійденсало зумів набрати бали в залік Кубка світу. В індивідуальних перегонах він посів 30-те місце.
2013 року спортсмен взяв участь у чемпіонаті Фінляндії з лижних перегонів, де посів 14-те місце в перегонах на 50 км. А ще Гійденсало виступав на деяких перегонах у своїй країні, які проводилися під егідою Міжнародної федерації лижного спорту.

## Результати за кар'єру
Усі результати наведено за даними Міжнародного союзу біатлоністів.

### Олімпійські ігри
| Змагання                        | Інд. перегони | Спринт | Перегони пер. | Мас-старт | Естафета | Змішана ес. |
| Олімпійські ігри 2018 Пхьончхан | 73            | 19     | 35            | —         | —        | 6           |

### Чемпіонати світу
| Змагання                  | Інд. перегони | Спринт | Перегони пер. | Мас-старт | Естафета | Змішана ес. | Од. змішана ес. |
| ------------------------- | ------------- | ------ | ------------- | --------- | -------- | ----------- | --------------- |
| Конхіолахті 2015          | 64            | 85     | —             | —         | 13       | 9           | Не пров.        |
| Осло 2016                 | 85            | 55     | 51            | —         | 19       | 18          | Не пров.        |
| Гохфільцен 2017           | 49            | 48     | 36            | —         | 20       | 10          | Не пров.        |
| Естерсунд 2019            | 62            | 25     | 47            | —         | 17       | 10          | —               |
| Антгольц-Антерсельва 2020 | 66            | 55     | 58            | —         | 26       | 9           | —               |
| Поклюка 2021              | 95            | 29     | 52            | —         | 19       | —           | —               |

### Кубки світу
- Найвище місце в загальному заліку: 63-тє 2019 року.
- Найвище місце в окремих перегонах: 18-те.

#### Підсумкові місця в Кубку світу за роками
| Сезон     | Заг. залік | Спринт | Перегони пер. | Інд. перегони | Мас-старт |
| 2013-2014 | 88         | -      | -             | 42            | -         |
| 2016-2017 | 88         | 88     | 71            | -             | -         |
| 2017-2018 | 83         | 88     | 75            | 49            | -         |
| 2018-2019 | 63         | 61     | 57            | -             | -         |